# 1551
1551 (MDLI) fue un año común comenzado en jueves del calendario juliano.

## Acontecimientos
- 25 de febrero: en San Salvador de Bahía (Brasil) se establece la primera diócesis brasileña.
- 12 de mayo: en Lima (Perú) se funda la Universidad Nacional Mayor de San Marcos, siendo oficialmente la primera universidad establecida en América.
- 9 de septiembre: Texcoco (Estado de México) recibe el título de ciudad, dada por Carlos I de España y V del Sacro Imperio Germánico.
- 21 de septiembre: en México se funda la Real y Pontificia Universidad de México.
- 23 de septiembre (posiblemente en 1556): en el puerto de Malta, el tornado más letal de la historia europea destruye una flota de barcos y mata a unas 600 personas.
- En el Sacro Imperio Germánico, el emperador Carlos V expulsa a los judíos de Baviera.
- En Roma (Italia) se produce el famoso enfrentamiento entre los músicos Nicolà Vicentino y Vicente Lusitano.
- En San Sadurní de Noya, Barcelona (España) el vitivinícola Jaume Codorníu funda Codorníu, la empresa española más antigua y una de las más antiguas del mundo.

## Nacimientos
- 19 de septiembre: Enrique III, rey francés.

## Fallecimientos
- 26 de agosto: Margarita Eriksdotter, reina sueca.
- Pedro Mexía, escritor erasmista español.